# Buddyzm w Chinach – kalendarium

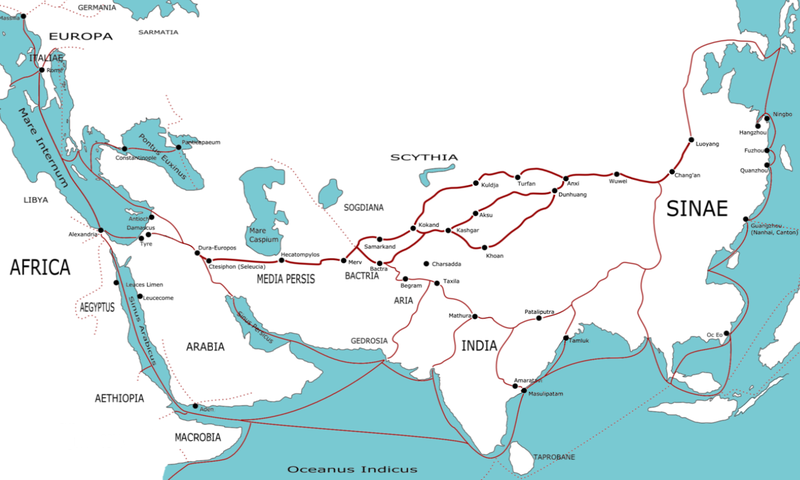
Szlak jedwabny

Cywilizacje Indii i Chin spotykały się w Azji Środkowej. Tak więc buddyzm rozszerzył się do Chin z Kaszmiru, przechodząc przez Afganistan dobrze znanymi traktami handlowymi. Z doliny Gangesu droga biegła na północny zachód do Śrinagaru, następnie do Leh w Ladakhu i stamtąd przez przełęcze Karakorum do Jarkendu na granicy pustyni Takla Makan. Z Takla Makan trakty biegły na południe i północ, łączyły  Kaszgar na zachodzie i Dunhuang na wschodzie. Jarkand jak i Chotan znajdowały się przy szlaku południowym, a Kucza i Turfan – przy północnym. Wszystkie te miejsca były głównymi punktami na tej części szlaku jedwabnego, który rozpoczynał się w stolicy ówczesnych Chin Chang’anie (obecnie Xi’an), biegł na zachód, aby dotrzeć do śródziemnomorskich portów w Antiochii i Tyrze.
W czasie wypraw Aleksandra Wielkiego na północno-zachodnie tereny Indii (IV w.p.n.e.) ustanowiono greckie królestwo w Baktrii (dziś jest to północna część Afganistanu) i Grecy najeżdżali północno-zachodnie Indie. Najważniejszy z tych indo-greckich monarchów, Menander (ind. Milinda), zgodnie z buddyjską tradycją został mnichem i zmarł jako arhat. Stąd właśnie wywodzą się pierwsze wyobrażenia Buddy (Gandhara – dziś Afganistan, Pakistan, Kaszmir). W ciągu II i I w.p.n.e. Grecy zostali z tych terenów wyparci i od I w.p.n.e. rozwijało się tu imperium Kuszanów, którego centrum znajdowało się w Baktrii, ale zajmowało tereny całych północnych Indii i zachodniej Azji Środkowej.
Kuszanowie byli gorliwymi buddystami i do dziś mamy pozostałości po nich w postaci buddyjskich stup. Oni i cała arystokracja kuszańska patronowali dalszemu szerzeniu się buddyzmu. Buddyzm nie szerzył się przez misjonarzy, ale przez podróżujących świeckich ludzi, szczególnie kupców. Rozszerzanie się buddyzmu niosło ze sobą cywilizację oraz miało wielki uspokajający efekt na tych terenach. W tym samym czasie Chiny rządzone były przez tzw. Późną Dynastię Han(25-220 n.e). Tereny obejmowały większość Chin i wschodni kraniec szlaku jedwabnego. Tak więc kultura chińska i indyjska były ze sobą w bezpośrednim kontakcie a dzięki bogatym sino-indyjskim centrom kupieckim buddyzm rozszerzał się na Chiny.
Po upadku Kuszanów odseparowane ośrodki takie jak Chotan i Kaszgar, stały się niezależnymi państwami, gdzie  przez kilkaset lat buddyzm jednoczył ideologicznie cywilizacje irańską, indyjską i chińską.
Chińczycy (zwłaszcza konfucjaniści) byli ksenofobami i wszystko to, co docierało do Chin z zachodu, spotykało się z krytyką i potępieniem. Szczególnie było to widoczne w stosunku do obcych religii.

## Kalendarium
W III wieku p.n.e. prawdopodobnie doszło do pierwszych kontaktów z buddyzmem indyjskim za panowania pierwszego cesarza dynastii Qin Qin Shi Huanga (pan. 221–210 p.n.e.). Buddyjskie misje króla Aśoki mogły dotrzeć do Chin. Zongbing (375–443) w swoim dziele Mingfo lun twierdzi, że w tym okresie odkryto buddyjskie stupy z reliktami buddyjskimi w rejonach Szantung i Shanxi. W innej pracy Lidai sanbao ji autorstwa Fei Changfanga z 597 r. znajduje się informacja, iż grupa mnichów buddyjskich dotarła do Chin i została uwięziona.
Inne źródła mówią o wprowadzeniu buddyzmu w czasach potężnego władcy, cesarza Wu, który panował w latach 140–87 p.n.e. Jego wysłannik Zhang Qian odbył podróż na zachód i powrócił do Chin w 126 p.n.e. Przyniósł on informacje o Indiach, Partii i Cesarstwie rzymskim. W Historii Wei z ok. 520 r. (autorem był Wei Shou) w rozdziale Traktat o buddyzmie i taoizmie jest informacja, że w wyniku misji Zhang Qiana usłyszano po raz pierwszy o naukach Buddy. Jednak pierwsze informacje o jego misji w historycznych dziełach Sima Qiana (145?–90? p.n.e.) i Ban Gu (32–92) nie zawierają informacji o buddyzmie.
Jednak nawet jeśli jakiekolwiek misje buddyjskie dotarły w tym czasie do Chin, to buddyzm nie miał żadnych szans na rozprzestrzenienie się. Cesarze (a na pewno Huangdi) byli legistami, pragnęli biurokratycznego państwa i mieli ksenofobiczne nastawienie do wszystkiego z zewnątrz. W myśli tych idei Shi Huangdi wydał w 213 p.n.e. słynny edykt O spaleniu ksiąg, co dotknęło także konfucjanistów.
Ok. 65 r.n.e. Kaśyapa Matanga i Dharmaratna – pierwsi misjonarze indyjscy zaczęli głosić w Chinach nauki Buddy i przynieśli Sutrę w 42 częściach cesarzowi Mingowi z późnej dynastii Han. Raczej mityczna opowieść informuje, iż miał on sen o złotym człowieku latającym wysoko w powietrzu przed pałacem. Ktoś powiedział mu, że to był Budda. Jeśli ktoś z jego otoczenia mu to powiedział, to musiał się oczywiście już wcześniej zetknąć z buddyzmem. W biografii księcia Yinga z Chu, młodszego brata przyrodniego cesarza Minga twierdzi się, że był on buddystą. Założyli pierwszy klasztor buddyjski (chin. si) w Luoyang – Baima. Pierwsze szkoły buddyjskie związane z hinayāną okazują się krótkotrwałe: abhidharmakośa, satjasiddhi i winaja (chin. lüzong). Obok Luoyangu ośrodkiem buddyzmu staje się Chang’an, zwłaszcza na skutek działalności Dharmarakszy w III w. Innym miejscem roszczącym sobie prawo pierwszeństwa jest Pengcheng, w którym w latach 52–71 rządził brat cesarza Minga. Tam też podobno miał się znajdować najstarszy klasztor buddyjski w Chinach.
148–168. Działalność translatorska i misyjna An Shigao (hinayāna).
168–188. Działalność translatorska i misyjna Lokakszemy (mahāyāna).
250. Pierwsze regularne ceremonie wyświęcania Chińczyków na mnichów w klasztorze w Luoyangu.
312–385. Dao’an – propagator kultu Maitrei.
317. Do tego roku przetłumaczono na język chiński ponad 1150 sutr.
334–416. Huiyuan – założyciel szkoły jingtu (Czystej Krainy)
340–420(?). Faxian – podróże-pielgrzymki do Indii.
374. Dao’an tworzy pierwszy katalog chińskiej Tripitaki Zongli jing jing milu.
IV w. Do IV wieku w rejonie Luoyangu i Chang’anie jest 180 buddyjskich klasztorów i świątyń oraz 3700 mnichów. Pod koniec IV wieku tylko w państwie Wschodniej Dynastii Jin było już 1786 klasztorów i świątyń oraz 24 000 mnichów.
402, wrzesień. Huiyuan wraz ze 123 buddystami ślubują przed wyobrażeniem Amitāyusa – Amitābhy na górze Lu. Początek szkoły czystej krainy w Chinach.
402–413. Działalność Kumarajīvy, kuczańskiego buddysty, który wprowadził do Chin nauki mādhyamiki i zorganizował biuro 800 tłumaczy.
446 – 452 – pierwsze wielkie prześladowania buddyzmu w Chinach za panowania cesarza Taiwu (423 – 452) z Północnej dynastii Wei
470–543(?). Działalność Bodhidharmy, który zakłada szkołę umysłu Buddy (foxingzong), nazwaną później chan.
499–569. Paramartha. Tłumacz pism buddyjskich na język chiński. W 563 r. wprowadził do Chin szkołę sarvāstivada (jushezong)
502–549. Panowanie cesarza Wu z dynastii Liang na południu. Buddyzm staje się religią państwową.
517. Wydanie Tripitaki
531–597. Zhiyi – założyciel szkoły tiantai.
533. Drugie wydanie Tripitaki.
549–623. Jizang – założyciel szkoły sanlun (Trzech Traktatów) czyli mādhyamiki.
VI w. Pod koniec tego wieku było w Chinach ok. 43 000 klasztorów i ponad 3 miliony mnichów i nowicjuszy.
556–640. Dushun – założyciel szkoły huayan (Avatamsaki) i I Patriarcha tej tradycji.
574. Kolejne większe prześladowanie buddyzmu.
594–657. Niutou Farong. Pierwszy rozłam w szkole chan.
595–667. Daoxuan – odnowiciel-założyciel szkoły lüzong (vinaya).
600–664. Xuanzang – wielki podróżnik, historyk i tłumacz. Założyciel szkoły weishi (yogacary)
618–907. Dynastia Tang. Złoty wiek chanu.
638–713. Huineng – szósty i ostatni oficjalny Patriarcha chińskiego chanu. Ostateczne ukształtowanie podstaw doktryny chanu. Podział na szkołę południową i szkołę północną.
719–732. Działalność Subhākarasimhy, założyciela szkoły tantrycznej chenyan.
720–814. Baizhang Huaihai – założyciel pierwszego klasztoru chan z odrębnymi regułami i przepisami. Powstanie szkoły chan.
771–853. Guishan Lingyou – współzałożyciel jednego z pięciu domów chan – szkoły guiyang.
...-867. Linji Yixuan – założyciel kolejnego z pięciu domów chan – szkoły linji.
807–869. Dongshan Liangjie i Caoshan Benji (840-901) – założyciele jednego z pięciu domów chan – szkoły caodong.
842–845. Wielkie prześladowania buddyzmu w Chinach. Zniszczenie 45 000 klasztorów i świątyń. Ok. 3 miliony mnichów i mniszek administracyjnie zostaje zmuszonych do zostania ludźmi świeckimi. Nikt nie stracił życia.
862–949. Yunmen Wenyan – założyciel szkoły chan yunmen, jednej z pięciu domów chan.
885–958. Fayan Wenyi – założyciel ostatniego z pięciu domów chan – szkoły fayan.
971. Podstawowe wydanie Tripitaki w 5048 tomach w ciągu 12 lat.
992–1049. Yangqi Fanghui – założyciel frakcji szkoły chan linji  yangqi.
1002–1069. Huanglong Huinan – założyciel frakcji szkoły chan linji huanglong.
1221. Liczba mnichów wynosi ok. 400 000, ale 50 lat później zmaleje do 250 000. Istnieje ok. 40 000 klasztorów i świątyń.
1535–1615. Lianchi Zhuhong (Yunqi) – próby odnowienia buddyzmu przez syntezę chan i jingtu.
1655–1675. Kuncan Shiqi – malarz-mnich, który powraca do najlepszych tradycji malarstwa chan.
1840–1959. Xuyun – działalność współczesnego mistrza chan.
1889–1947. Taixu – odnowiciel buddyzmu w Chinach.